# Tarjánpuszta
Tarjánpuszta é um município da Hungria, situado no condado de Győr-Moson-Sopron. Tem 8,44 km² de área e sua população em 2015 foi estimada em 416 habitantes.